# Edmund Kretschmer
Edmund Kretschmer (ur. 31 sierpnia 1830 w Ostritz, zm. 13 września 1908 w Dreźnie) – niemiecki kompozytor i organista.

## Życiorys
Uczył się muzyki u Juliusa Otto (kompozycja) i Johanna Schneidera (organy). Od 1854 do 1901 roku pełnił funkcję organisty w katedrze św. Trójcy w Dreźnie, od 1863 roku był także organistą na dworze książęcym. Działał w różnych towarzystwach śpiewaczych, zaangażowany był w ruch cecyliański. W 1880 roku został dyrygentem chóru i kompozytorem w katedrze św. Trójcy. W 1881 roku otrzymał Krzyż Kawalerski II Klasy Orderu Ernestyńskiego wraz z Medalem Księcia. W 1884 roku został wyróżniony Krzyżem Kawalerskim I Klasy Orderu Alberta. W 1892 roku otrzymał tytuł profesora.
Skomponował opery Die Folkunger (wyst. Drezno 1874), Heinrich der Löwe (wyst. Lipsk 1877), Der Flüchtling (wyst. Ulm 1881) i Schön Rotraut (wyst. Drezno 1887), ponadto utwory orkiestrowe (m.in. Koncertstück, Huldigungsmarsch, Dramatisches Tongedicht) i chóralne (m.in. Die Geisterschlacht). Za swoją 3-częściową mszę na chór męski otrzymał nagrodę na międzynarodowym konkursie w Brukseli w 1868 roku. Opery Kretschmera należą do nurtu heroicznego, stylistycznie nawiązują do dzieł Meyerbeera i wczesnej twórczości Wagnera.